# 河辺飛行場
河辺飛行場（こうべひこうじょう）は、かつて京都府中郡河辺村と新山村（いずれも現・京丹後市）にまたがる地区に存在した大日本帝国海軍の飛行場である。
太平洋戦争中の1941年（昭和16年）、峯山海軍航空隊の施設として長さ800メートル・幅80メートルの滑走路などが建設された。1945年（昭和20年）2月以降には特攻隊員の飛行訓練が行われた。同年7月下旬には隊員が鹿屋航空基地や岩国航空基地などに派遣されたが、全員とも出撃しないまま終戦を迎えた。河辺飛行場自体は7月30日の峰山空襲で破壊されている。

## 立地
飛行場建設にあたり、丹後半島でまず候補地となったのは弥栄盆地だったが、霧が多発する気象条件や周囲の地形や風向きが好ましくないとされ、次に候補地となったのが竹野川右岸の中郡河辺村（現・京丹後市）から新山村（現・京丹後市）にかけての約50町歩の田畑であった。21世紀現在の峰山町新町にあるショッピングセンター「マイン」付近から大宮町河辺にかけての峰山盆地（中郡平野）の中心にあたる。峰山盆地は、南北約5キロメートル、幅1キロメートルほどの谷間のような狭さであったが、山間ながら比較的風向きが安定しており、その風向きと平野が開ける方向が同じであるなどの特徴がある。一帯はほぼ平地ではあるものの、集落から竹野川にかけてゆるやかに勾配があったため、これを平坦にするため、山を削り、田を埋める工事が行われた（後述）。
飛行場基地の正門は河辺村の集落の東南にあり、大谷川を渡ったあたりに隊門があった。竹野川の土手から峯空園に入る「海軍橋」を渡った辺りには練習生が主に使う門があった。
航空隊の本部は口大野村余部の旧国道沿いにあり、2021年現在は府営住宅が建っている。この本部から約200メートル北西の青年山に通信室、工作科、整備科の作業場が建設され、緊急時に司令部を移すことができるよう大規模な防空壕が掘られた。この場所には2021年現在、特別養護老人ホームおおみや苑がある。

## 歴史

### 飛行場建設にいたる経緯
1937年（昭和12年）7月7日の盧溝橋事件を契機に日中戦争の気配が強まり、12月には日本は南京を占領、満州においてはソビエト連邦外蒙古との国境でも紛争が多発していた。ソ連との戦争も想定されるなか、舞鶴市にあった軍港を防衛するため近隣一帯に戦闘機を配備した航空基地建設が計画された。この時期、与謝郡栗田村（現・宮津市）には海軍の水上基地があったが、加えて若狭湾から山陰海岸にかけて適地が求められ、軍関係者は約1年をかけて調査を実施した。竹野川右岸の河辺や新町では、建設用地として適地とされたことで、1938年（昭和13年）から飛行場建設の準備が進められた。
河辺や新町の村々では、1938年（昭和13年）の秋の収穫が終わった頃には田畑の強制買収の交渉があったと噂されるようになり、河辺に飛行場ができるらしいことは広く知られる事態となっていた。1938年（昭和13年）4月1日に公布された国家総動員法により、戦時体制に必要な物資や人員は勅令や省令で徴用できるようになっており、さらには1939年（昭和14年）7月公布された国民徴用令で強制的に国民を重要な産業分野に就労させることも可能となっていた。飛行場建設のための土地買収はこのような状況下ではじまり、河辺や新町の農家は先祖伝来の土地を手放すこととなった。

### 建設過程
飛行場建設工事は2期に分けて行われた。

#### 第1期工事

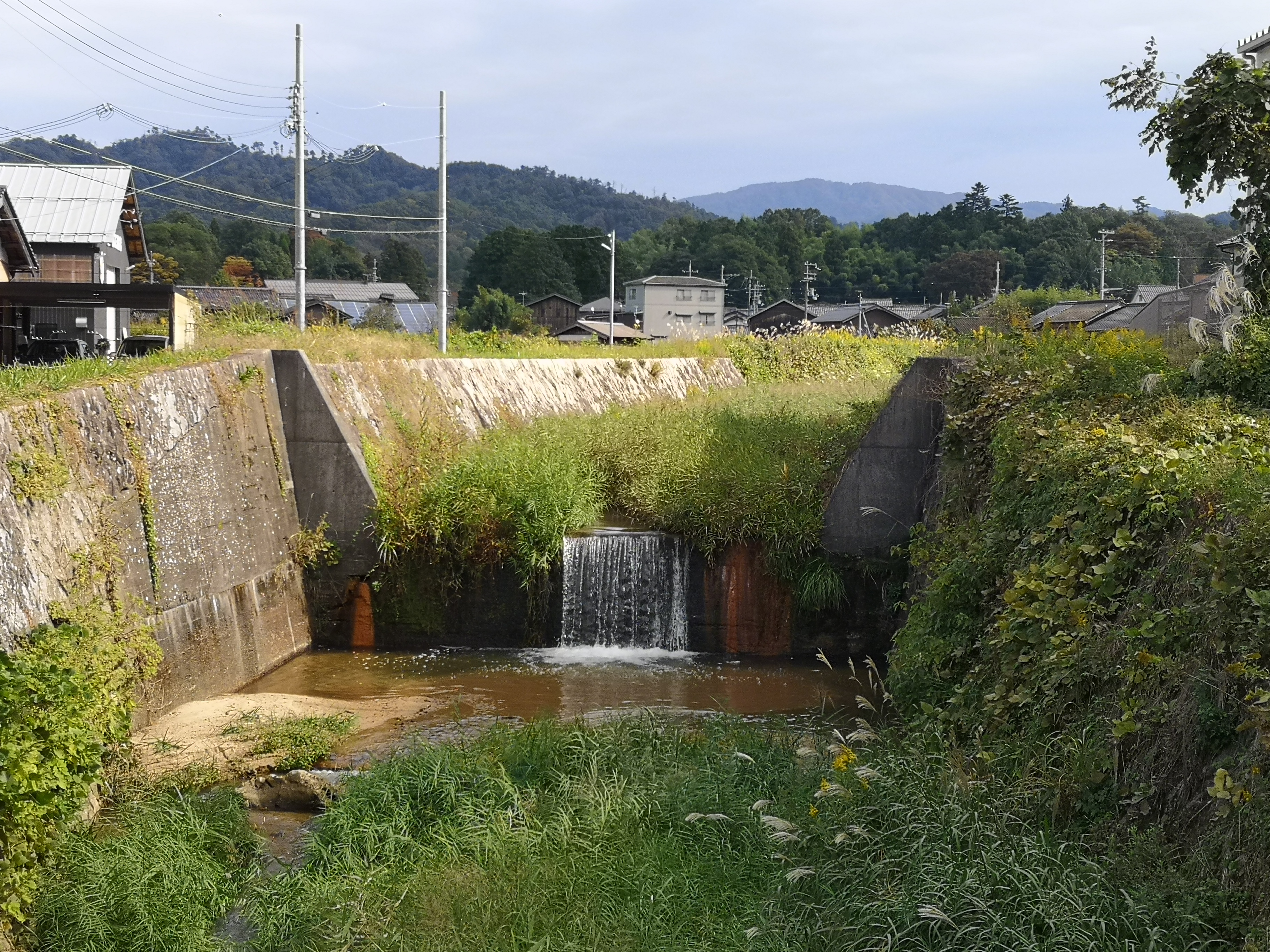
滑走路の建設に伴い、流路を変えて築かれた大谷川の堰

1939年（昭和14年）4月22日から2年をかけて行われた第1期工事では、建設用地の造成と、建設予定地にあった河川の改修工事が主であった。河辺飛行場が建設された竹野川右岸は、河辺村や新山村の集落に向かってゆるやかな勾配で高くなっていたため、まず、東側の農地を削り竹野川方面を埋め立て、平坦にする必要があった。削った土の量では不足であったため、近隣の山からも土が運び込まれた。舞鶴市から50台の軍用トラックが借り出されて土石を運搬し、河辺村の一等田が次々と埋め立てられた。
飛行場建設予定地のほぼ真ん中には、かつてはカズラの巨木が際立つ杜に囲まれ、地元で「新宮さん」と呼ばれ親しまれていた神社があった。移転する必要があり、高齢者らを中心に反対する声もあったが、最終的に同村内にある皇大神社の境内に他の神社とともに合祀された。
また、河辺村を流れていた大谷川は、集落を出ると北西へと流路を変えて飛行場建設地となった広い農地を斜めに直流していたため、この流れを滑走路に支障のない形で竹野川に繋ぎ直す必要があり、新たな河川を開削するに相当する大掛かりな河川改修工事が行われた。大谷川をほぼ直線で竹野川につなぐために、流れを緩やかにする堰を設ける必要があり、複数個所に石垣で土手が築かれた。
これらの工事の担当は舞鶴海軍建築部（後に施設部と改称）で、鳥取県米子市の菊池組が総工費500万円で工事を請け負った。全国から200 - 500人の人夫が請負師によって集められ、その多くは朝鮮人であった。近在の青年団や国防婦人会などと勤労奉仕隊や徴用された人々も加わり、突貫工事で進められた。当時、飛行場建設のために全国から集められた者達のなかには、そのまま河辺や周辺地域に留まり定住した人々もいる。

#### 第2期工事

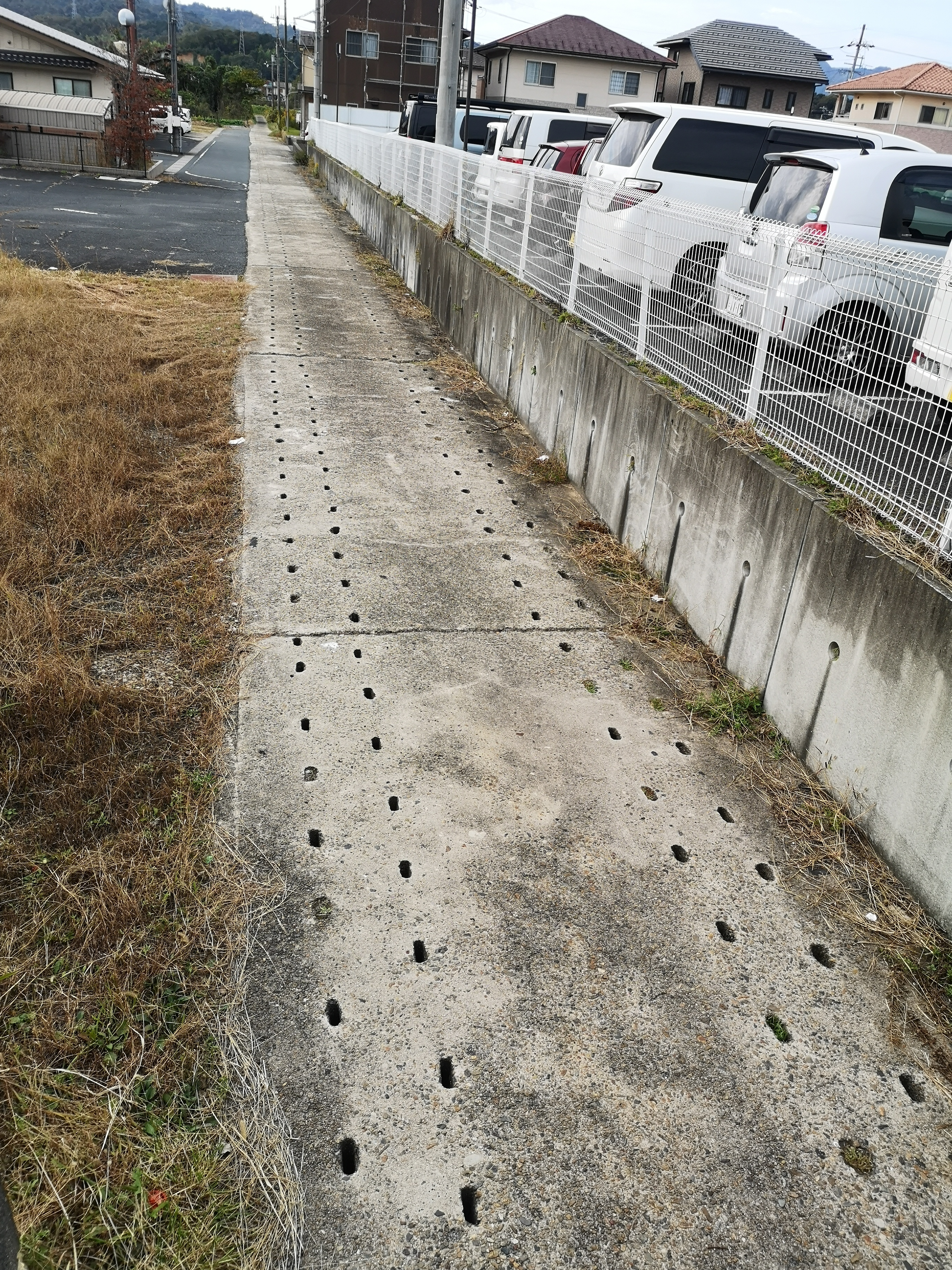
当時のまま現存する排水路（暗渠）

1941年（昭和16年）からの第2期工事では、まず滑走路と誘導路が新設された。
滑走路建設では、飛行機が離着陸できるよう路盤を強固にするため、地中に石を何重にも敷いたうえでアスファルトで舗装する必要があった。地中に埋設する石は2021年現在の京丹後市丹後庁舎の西側あたりにあった玄武岩の山が選ばれ、1山150円で買収された。当時、アルファルトを施工できる業者が関西方面にはなく、茨城県から専門業者の東亜道路がよばれ施工にあたった。
滑走路と格納庫を結ぶ誘導路は50メートル幅あり、アスファルトで舗装された。このほかの飛行場基地の敷地はすべて芝生が敷設され、練習機が離着陸できるようにされた。芝生は伯耆大山から貨車15両分が運ばれたほか、全国各地から購入された。滑走路を横切って敷設された敷地内の排水路はすべて暗渠化され、平坦な飛行場全体が水捌けよく配慮された。この暗渠の水路は21世紀現在も残り、小判の形が特徴的な穴が開けられた暗渠の蓋や海軍のマンホールの一部はいまもその場所に残されている。
滑走路は、当初は長さ1,000メートル、幅120メートルで計画されていたが、工事の遅れや滑走路の下に埋設する石の供給が追いつかなかったことから、長さは大谷川を南限とする長さ800メートル、幅80メートルに変更された。1944年（昭和19年）になると戦況が悪化し、本土決戦に備えた基地機能の拡張と防備の一環で滑走路の延長工事が計画された。北端を200メートル、南端を500メートル延長して1500メートルとする計画であり、南端の延長工事と大谷川に架かる木造橋の建設工事は行われたが、滑走路の延長は1,000メートルまで延長したに留まり、敗戦により完成には至らなかった。
滑走路以外にはいくつかの兵舎や通信基地も建築されたが、巨大な兵舎を建てる敷地面の余裕がなかった。周辺の織物工場などが兵舎に転用されており、中健織物の織物工場2棟などが供出されている。

### 峯山海軍航空隊と飛行訓練

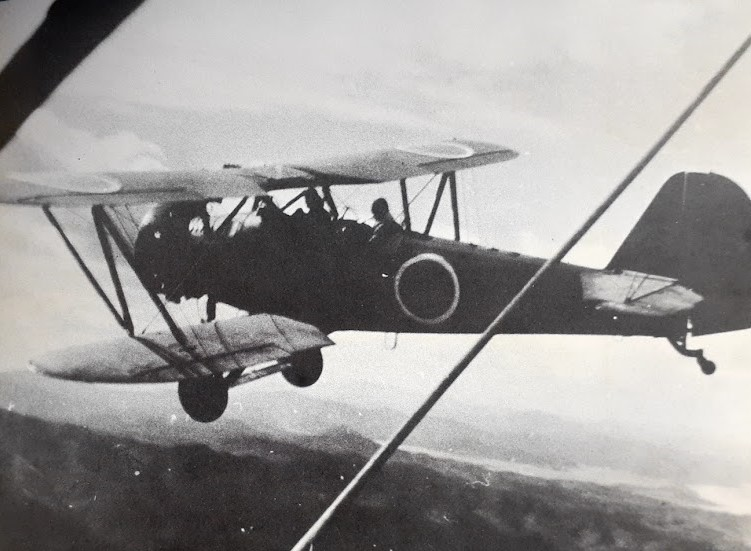
峰山上空での訓練

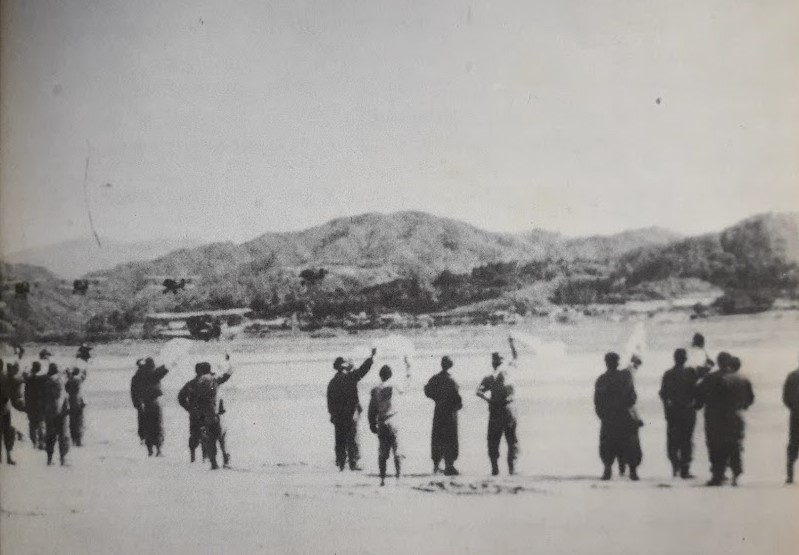
神風特攻隊の鹿屋基地への出立（1945年7月14日）

峯山海軍航空隊は、1944年（昭和19年）3月15日、第二美保海軍航空隊峯山分遺隊として発足した。分遣隊発足後には口大野村の織物工場である口大野精錬工場が買収され、この建物に分遣隊の本部庁舎が設置された。士官や下士官は周辺の民家に下宿し、教官や練習生は長善村の織物工場を宿舎とした。河辺飛行場は1944年（昭和19年）春に一応の完成をみている。
1945年（昭和20年）2月には、約120名の特攻部隊「神風特攻隊飛神隊」が編成され、この特攻部隊は訓練に使用された九三式中間練習機が別名「赤とんぼ」と呼ばれていたことから「赤とんぼ特攻」とも呼ばれた。全国各地の航空隊から若者が集められ、多い時期の峯山海軍航空隊には1500人の隊員が常駐しており、10代から20代の若者を中心に延べ3000人の隊員がここで飛行訓練を受けた。終戦時には約3330人の隊員が在籍していたという。
1945年（昭和20年）5月5日以降は、新たに編成された作戦航空部隊第三航空艦隊（木更津基地）第十三航空戦隊（大井基地）の指揮下に置かれた。河辺飛行場は特攻隊の養成基地となり、離着陸や編隊飛行といった通常の訓練のほか、約120名の特攻隊員たちが特攻訓練として夜毎に舞鶴湾上に飛び立ち、宙返りといった特殊飛行や漁船や軍艦にぶつかる寸前まで突っ込む訓練を行った。危険な夜間訓練により4か月で8人が死亡したという。
練習機は木造布張りで、機体はオレンジ色の布製で、プロペラは木製だった。峰山町には地場産業の繊維会社が多数あったため、布が多用されたもので、250キログラムの爆弾を積んでかろうじて飛べる程度の能力しかなかったという。
のちに特攻隊員たちは部隊ごとに鹿児島県鹿屋基地、山口県岩国基地、山口県藤河基地、広島県可部基地の4つの基地へ送られた。

### 河辺飛行場と地元住民
宿泊所として航空隊関係者に家宅を貸すなど、航空隊に対して地域住民は協力的であった。河辺飛行場の木工所の兵士が飛行機の模型を作って地元の子供らにプレゼントするなどの交流もあった。日曜日に憩いを求めて付近の民家を訪ねることは隊員らの間で「上陸」と呼ばれた楽しみとなっており、地元住民はささやかな料理で「弟のような」隊員たちをもてなした。しかし、河辺飛行場の中に特攻隊が組織されていたことは、そうした交流を育んでいた住民にも知らされていなかった。
友好的な関係の一方、飛行訓練の騒音や、隊の発足後わずか1年半の間に計12名の練習生や教官が事故で死亡していることから、住民の中には飛行訓練に対して不安に思っている者もいた。はじめて事故が起きたのは1944年（昭和19年）12月9日、編隊飛行訓練中に練習機2機が空中で接触し、大宮町周枳の山中に墜落して2名が死亡した。他にも、夜間飛行していた機体が行方不明になったり、標識灯を見失い山に衝突したり、降爆訓練中に誤って墜落したりするなど、夜間訓練中の事故が多かった。当時すでに連合軍の戦闘機が上空を飛ぶほど戦局が悪化していたため昼間は訓練を行うことができなかったため、危険な夜間訓練が強行された。
また、訓練中には体罰を伴うことも多く、上層部から教官へ住民から見えない場所で罰直を実施するよう指示もあったが、飛行場が集落と同じところにあったため、「バッター」と呼ばれる精神注入棒を使用している風景を目撃されることもあり、「自分の子供を軍隊に入れたくない」という人も少なくなかった。

### 峰山空襲

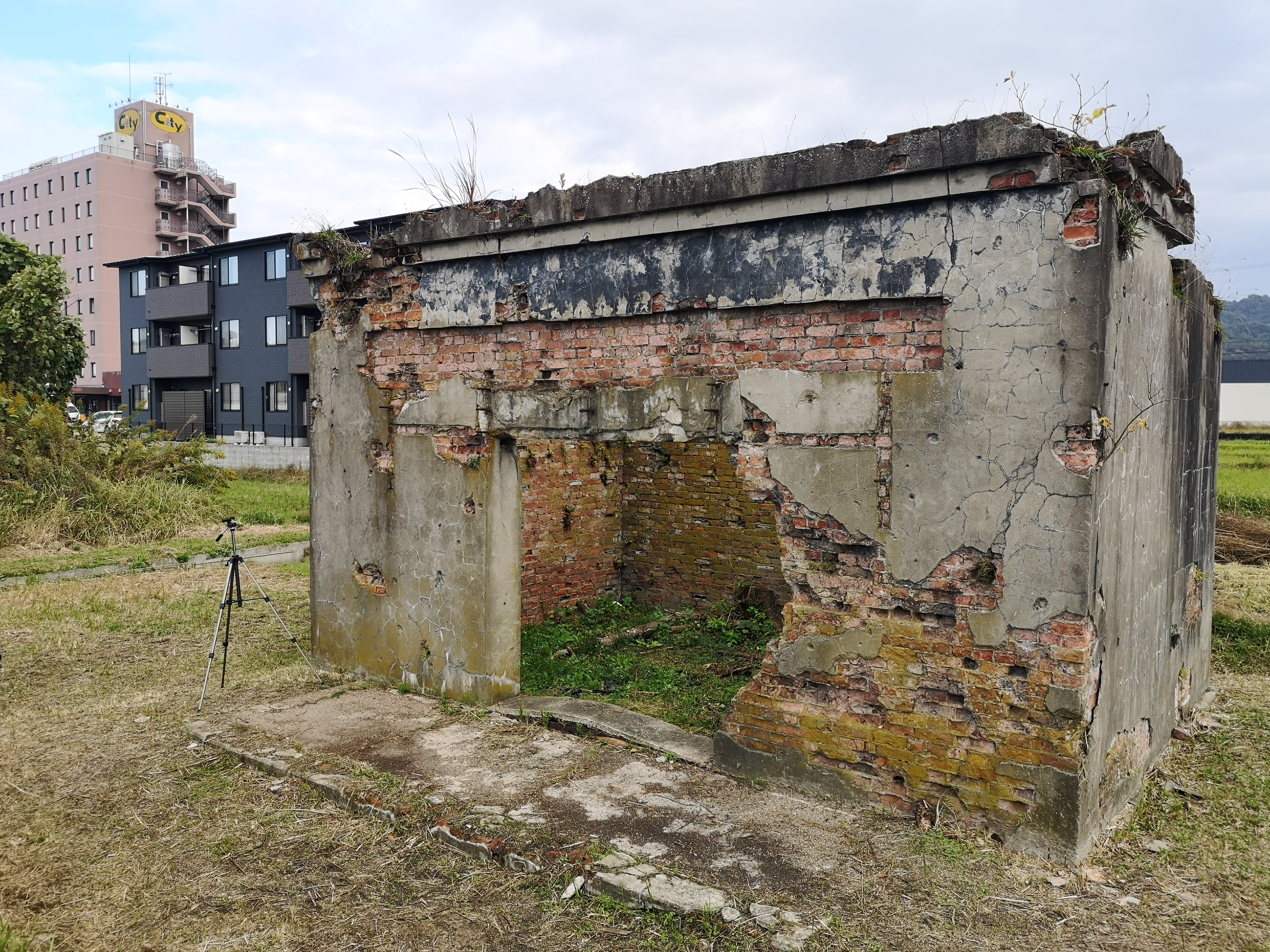
銃撃の痕が残る弾薬庫(2021年)

1945年（昭和20年）7月30日の7時20分頃と9時50分頃と12時49分の3度、河辺飛行場は米軍機による小型爆弾の投下（空襲）や機銃掃射を受けた。来襲した米軍機は55機、250キロ爆弾2発とロケット弾6発を投下し、河辺飛行場一帯を銃撃したという。この空襲は峰山空襲などと呼ばれる。
河辺飛行場では人的被害としては死者3人・負傷者6人を出し、さらに九三式中間練習機2機の炎上、九三式中間練習機1機の大破、二式陸上中間練習機1機の小破、木造格納庫の小破などの被害があった。250キロ爆弾が滑走路に落とされたことで滑走路は使用不可能となり、夜を徹して土や石による復旧作業が行われた。飛行場には木・竹・藁・むしろなどで作った模擬飛行機が置かれており、練習機の多くは掩体壕・民間の工場・山道などに隠されていたため、練習機の被害は少なかった。
空襲の際には飛行場周辺の民家も多数被害を受け、住民1人が右足を負傷した。2度目の空襲では飛行場の東端にあった河辺国民学校にも機銃掃射とロケット弾の投下があり、南校舎の東半分が爆破されたほか、爆風による被害もあった。

### 終戦

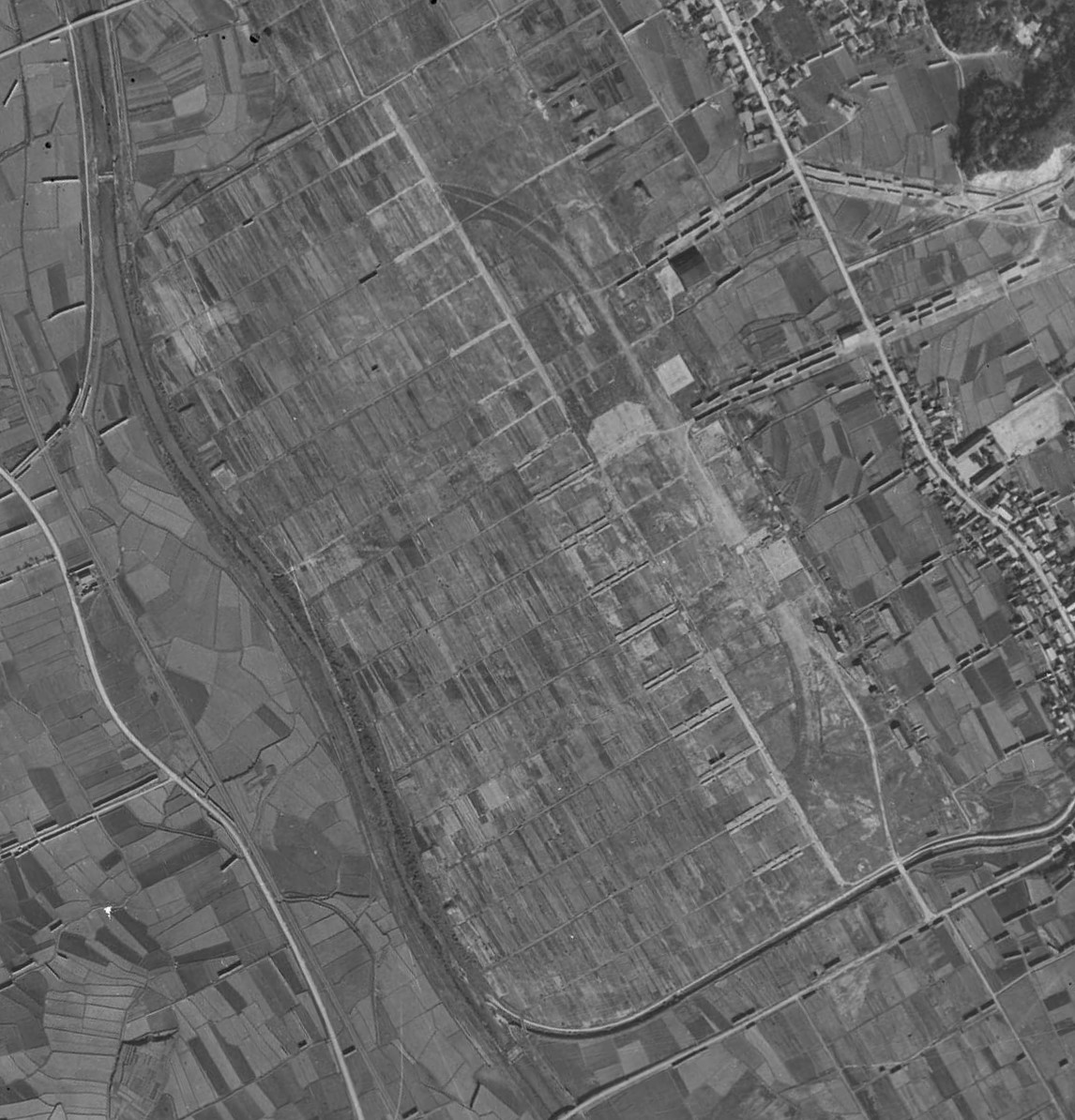
1947年の河辺飛行場跡地
（滑走路は写真中央部を北北西から南南東にかけて延びていた）

1945年（昭和20年）8月15日には昭和天皇による玉音放送（終戦の詔書）が行われたが、峯山海軍航空隊では一部の士官以外にはこの事実が知らされず、15日夜にも翌日出撃する特攻隊員の送別会が行われるなどしている。司令の命令により意図的にラジオの電源が切断されていたためであるが、やがて玉音放送を聞いた地元住民や、広島や山口の航空基地から帰隊した特攻隊員らの話から、終戦を知った兵隊は郷里に帰っていったが、しばらく河辺飛行場にとどまっていた兵隊もいた。河辺飛行場では2昼夜かけて約40 - 50機の練習機が焼却され、飛行場の中にはほとんど物品がなくなった。
1946年（昭和21年）夏頃には河辺飛行場の残務整理もほぼ完了し、河辺村と新山村が中心となって飛行場跡地を開墾することになった。終戦後の食糧難の時代であったのでただちに開墾され、アルファルトの滑走路の下には何重にも石が敷き詰められており、滑走路以外の敷地内にも芝が植えられていたが、住民は苦労して田畑に変えていった。

### 戦後
1966年（昭和41年）には跡地南西部に丹後織物工業組合の丹後中央加工場が建設され、丹後ちりめんの精錬加工の場となった。約114,700平方メートルの敷地内に、約7,500平方メートルを占める一部のみ2階建て構造の鉄筋コンクリート平屋建ての工場が建設され、約9,500平方メートルの染色工場、ボイラー室、寄宿舎等の建物が建設された。飛行場跡地にはほかに、京都府の丹後勤労者福祉会館、職業訓練センターなどが立ち並び、中郡の重要な商工業地帯となっていった。
1976年（昭和51年）4月17日には丹後中央加工場の脇に峯空園という公園が建設され、河辺飛行場があった事を示す記念碑が置かれている。終戦後、飛行場を残す動きもあったが実現せず、やがて、元の滑走路付近にはほぼ同じ角度で国道312号が開通し、国道312号周辺に多くの商店や喫茶店、住宅などが立ち並んでいる。
戦後、隊員OBらが結成した親睦会「峯空会」が半世紀以上にわたり『青春の軌跡』などの記録の作成活動などを続け、峯空会解散後は元メンバーから記録を託された地元の戦史研究者で会社経営者の小池俊彰がウェブサイト「峯山海軍航空隊跡のページ」を作成して全記録を公開している。
2019年（令和元年）には住民有志による河辺探訪会によって、河辺飛行場に関する冊子『河辺飛行場の記録と記憶 海軍峯山航空隊と住民の回想』が発行された。

## 施設

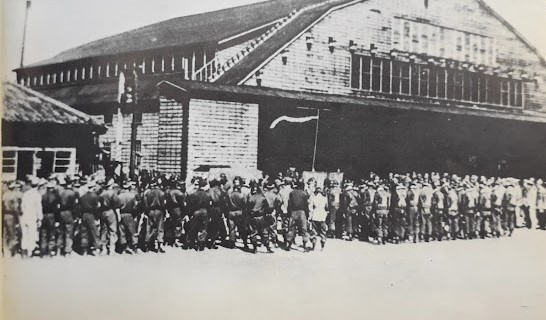
格納庫

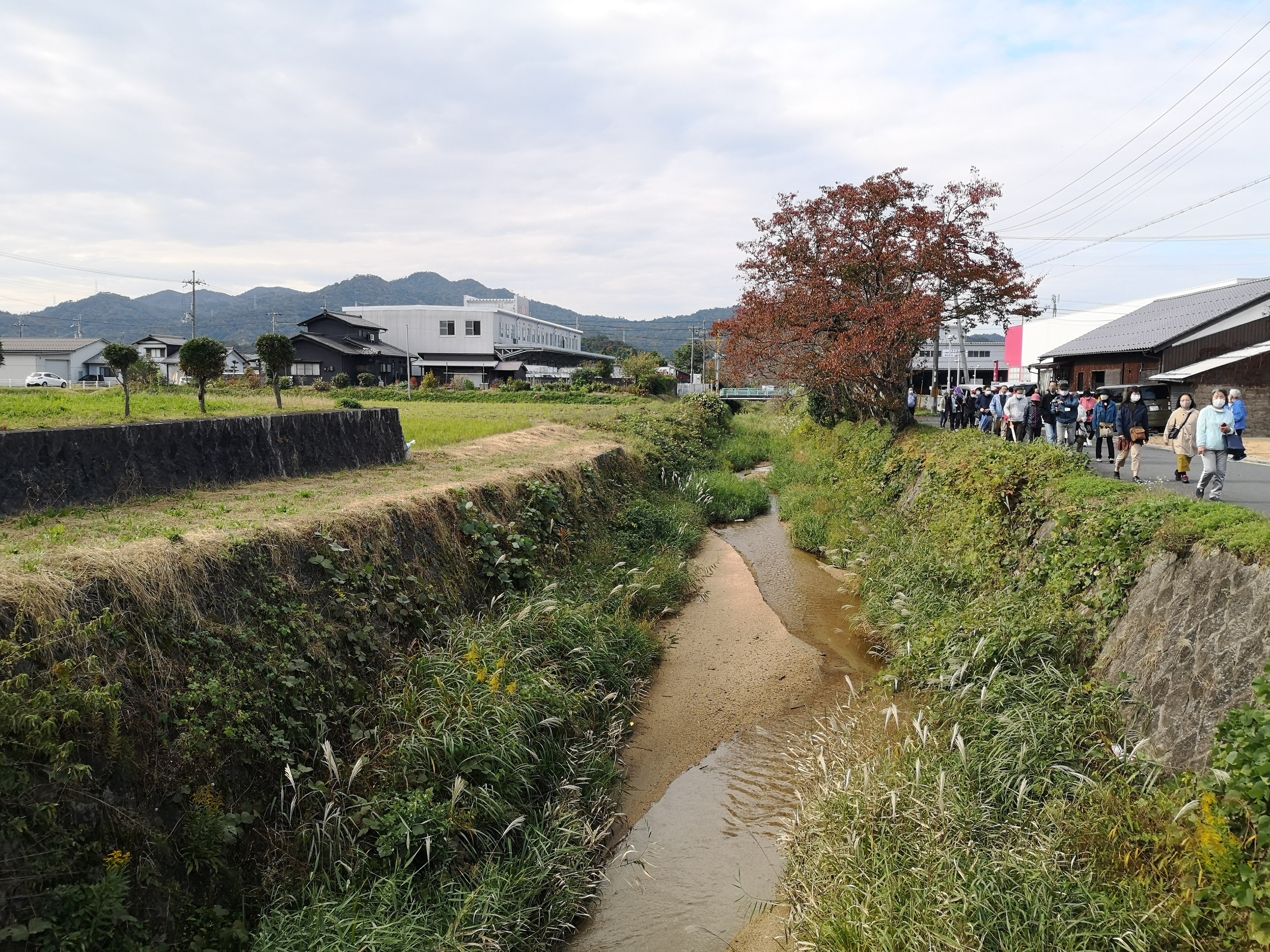
滑走路（右）の南端で流路を変えられた大谷川（竹野川）

河辺飛行場で最初の訓練生の1人であった男性の回顧録によれば、航空隊といえば敷地は柵に囲まれて一般社会とは隔絶されているものというのが当時でも常識であったが、河辺飛行場は建設段階から物資が不足気味だったため立派なところは滑走路くらいで、格納庫や兵舎は織物工場を転用したもので、隊員は村の集落の中に同居し、基地と村民住居の境も明確でない「変な基地だった」という。
そのような軍民の境界定かでない基地であっても、河辺飛行場などの基地の存在は軍事機密とされていたため、近くの国鉄宮津線を走る列車の窓には飛行場側に覆いが掛けられ、見ることができなくされていた。
主要施設は以下の3群から成り立っていた。第1は、口大野本部・兵舎と青年山であり、第2は長善兵舎、第3は最も重要な飛行場であった。
河辺飛行場の主要な施設は、滑走路の東側に設置された正門に続き、兵舎、倉庫（格納庫4棟、燃料庫、無線室、防火水槽、弾薬庫（火薬庫）が、東側の軍民境界に沿うように北に並んで配置され、これらの施設群の真ん中に飛行隊指揮所の建物があり、基地全体を視野におさめられるようになっていた。竹野川沿いには敵機からの空襲に備えて3 - 4門の高射砲が備え付けられた。
その他飛行場には、飛行場施設や宿舎の管理や修繕を行う木工所、食堂、飛行場建設に集められた人夫のための飯場、監視所、田1枚ほどの大きさの防火水槽などが整備されていた。
滑走路など
飛行場の総面積は440,000平方メートルであった。滑走路はほぼ南北に、80メートル幅で作られアスファルト舗装が施された。大谷川を南限に2度延長工事が行われ、最終的に長さ1,500メートルとなる予定であったが、1,000メートルまでしか完成しなかった。滑走路の位置は、21世紀現在の国道312号（バイパス）辺りの少し東寄りにあった。滑走路から西は竹野川まで芝生が張られており、練習機の離着陸にも充分可能であった。
敷地の一番西の端には、後に南北に並んで練習機を格納する掩体壕が7基作られた。
格納庫
一方、滑走路の反対側東側には格納庫が4棟あった。北向きの第2・第3格納庫は鉄骨製で、1つの格納庫に13機ほど収容することができた。第1・第4格納庫は木造であったが、鉄骨製の格納庫に比べて広く、約1,000平方メートルの広さがあった。滑走路から格納庫までは、コンクリート舗装のエプロンが設けられた。
燃料庫、弾薬庫（火薬庫）
レンガ造りの燃料庫は第4格納庫の北側にあり、ドラム缶にして50本ほどの燃料が保管されていた。また、飛行場の北側に2棟並んでレンガ造りの火薬庫があった。火薬庫の内部には7.7 mm機銃用の弾薬が主に箱に納められていた。

## 遺構
京丹後市を走る国道312号は滑走路の一部であったため、その沿道には飛行場関連の遺構が現在も点在し、生き残った隊員らからは保存を望む声がある。格納庫、燃料庫、弾薬庫、暗渠、機関銃座、通信所、軍民境界壁、橋が現存している。
燃料庫、弾薬庫（火薬庫）
滑走路東側に弾薬庫、燃料庫が1棟ずつ現存する。燃料庫はコンクリートで塗り固められており、2021年（令和3年）現在は民家の倉庫として使われている。同じく現存する弾薬庫の遺構はレンガづくりで、老朽化が進行しているが、米軍の機銃掃射による弾痕も観察することができる。弾薬庫は戦後2つ残されていたが、1つは1997年（平成9年）に道路の拡張工事の際に撤去された。
暗渠、水路
飛行場を平坦にするため、川（河辺地区新町地区の境）はコンクリートで覆われ暗渠にされた。そこでは今なお現役で使われている海軍章を記したマンホールを見ることができる。マンホールの直径は80センチメートルで、中央に海軍のマークである錨が彫られている。また同型のマンホールは峯空園の記念碑にメインモニュメントとして使われている。他、飛行場内の水路はすべて暗渠化され、中が丸く膨らんだ水路が一部残っている。
機関銃座
飛行場の四隅、京丹後市大宮町善王寺の青年山、城山、河辺舟山などにあった。そのうち舟山のものが山中の溝として残る。溝は兵が砲弾を持って移動するために掘られた。
通信所
京丹後市峰山町新町に通信所のおかれた豪が3か所中2か所現存する。
軍民境界壁
軍用地を区別する境界として京丹後市峰山町新町と同市大宮町の境付近にコンクリート壁が一部残る。また同市大宮町河辺区内には官民を区切る土手も現存する。
海軍橋
練習生たちが使った橋は、飛行場の西側（現在の峯空園近く）にあり「海軍橋」と呼ばれ、大谷川と竹野川の合流地点で現役利用されている。

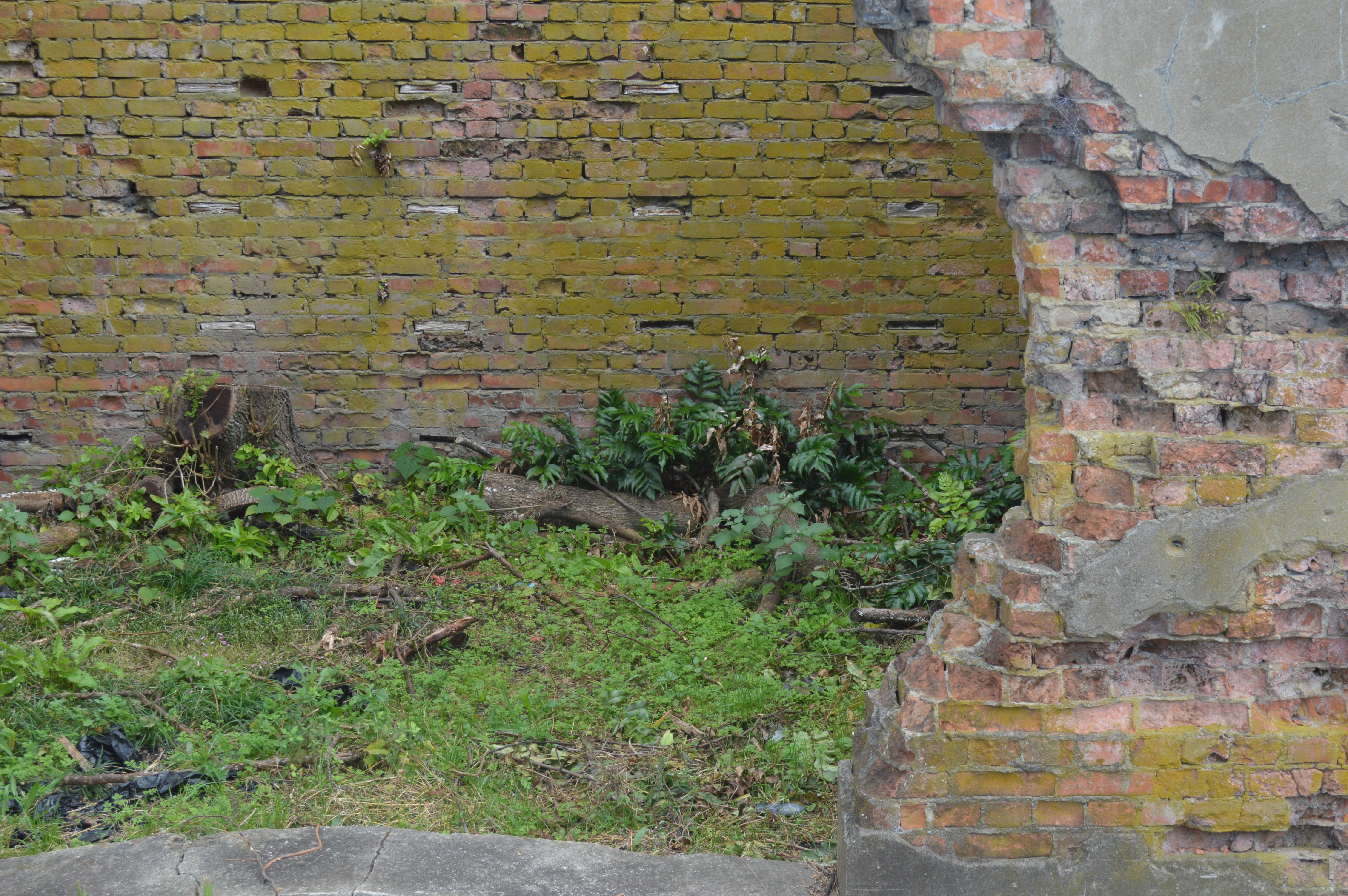
弾薬庫
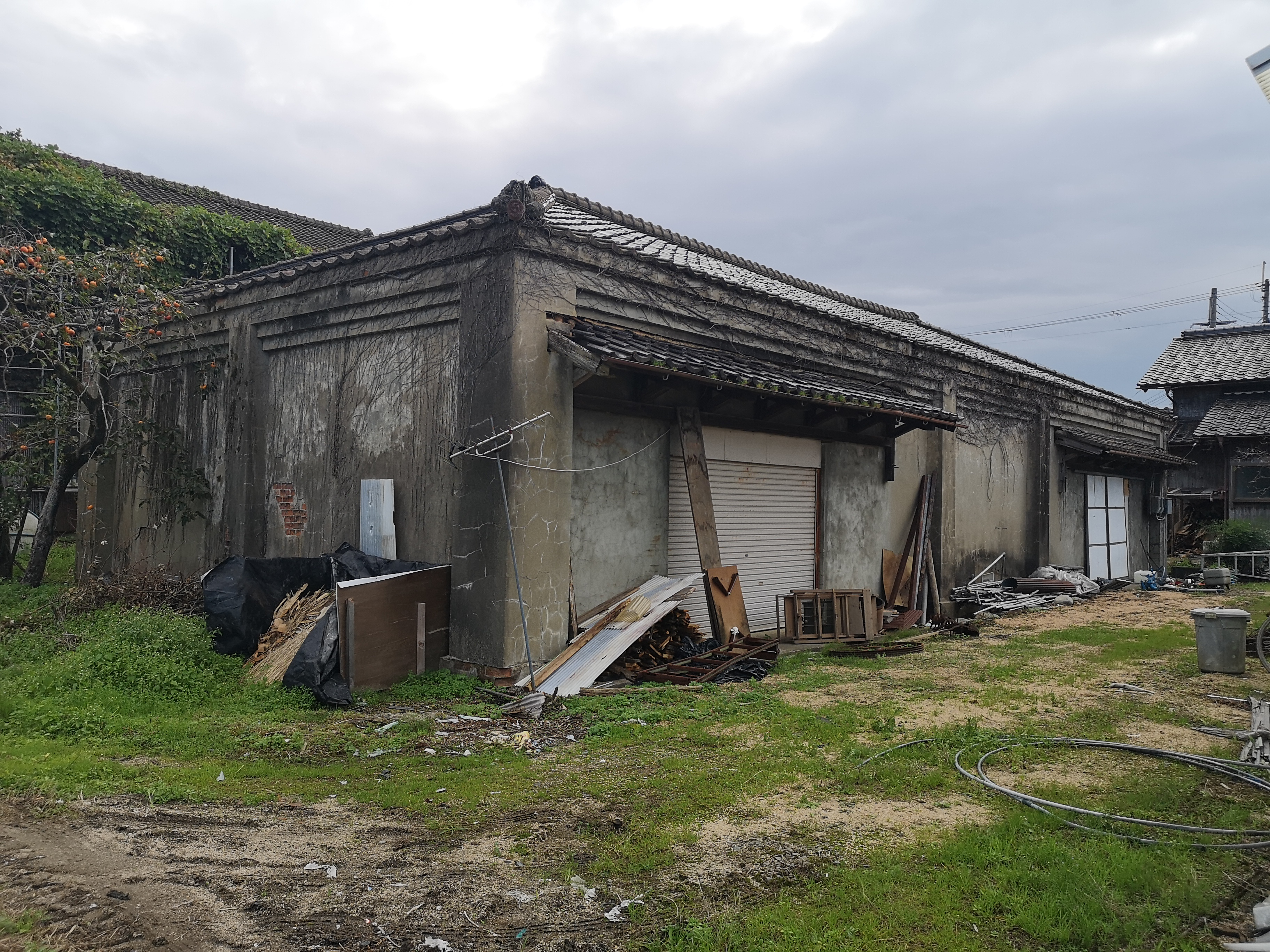
燃料庫
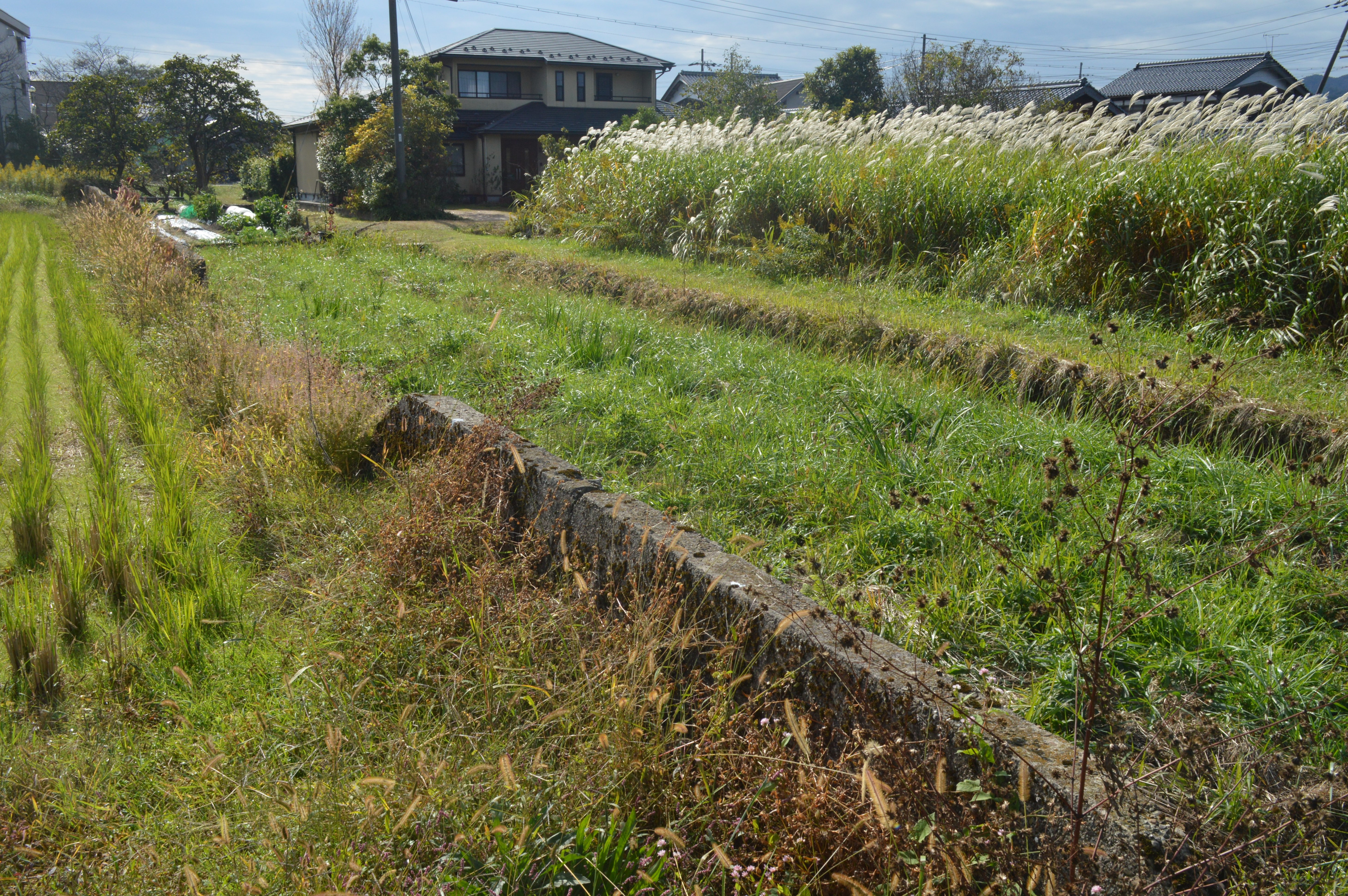
軍民境界壁
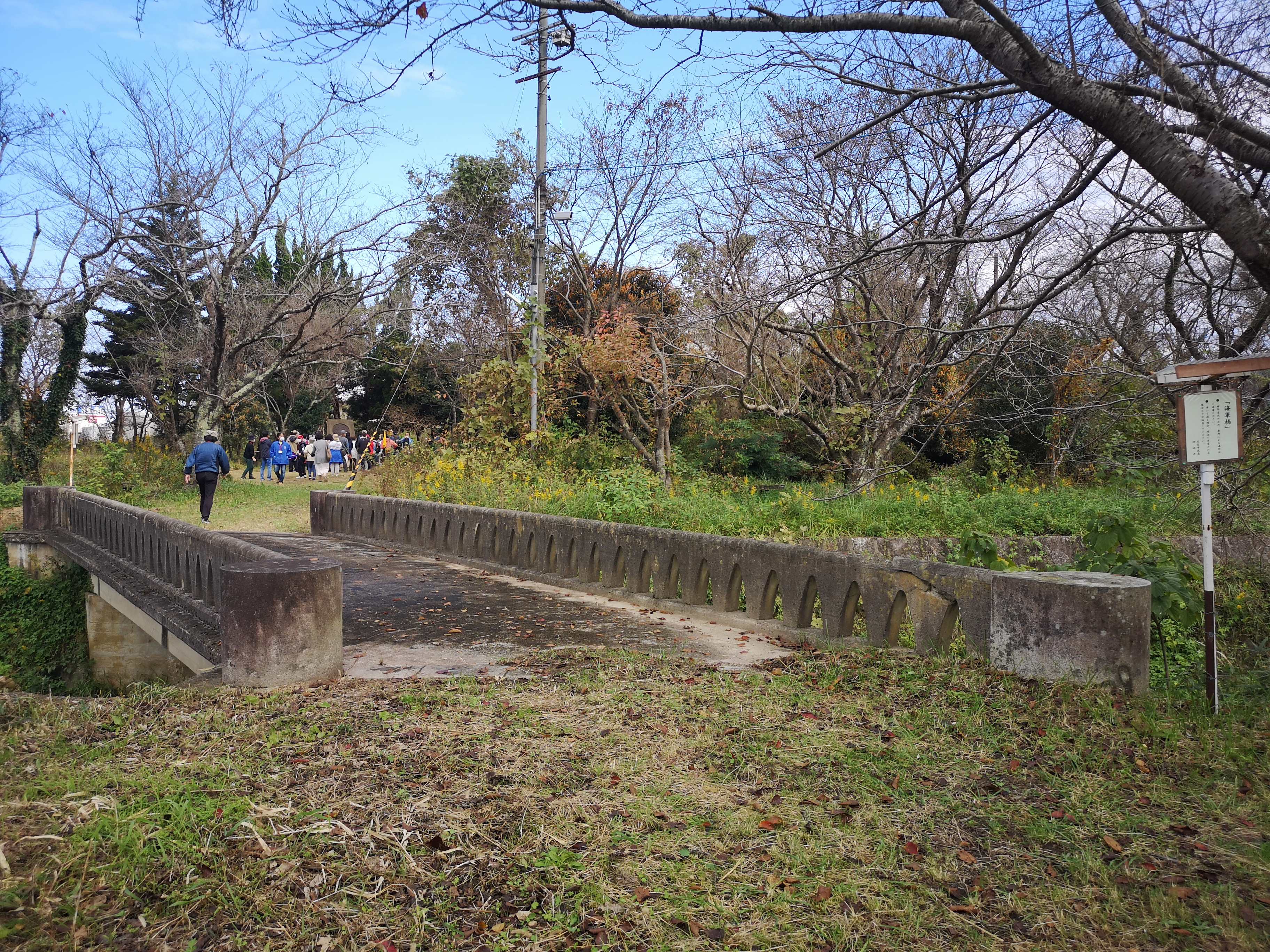
海軍橋
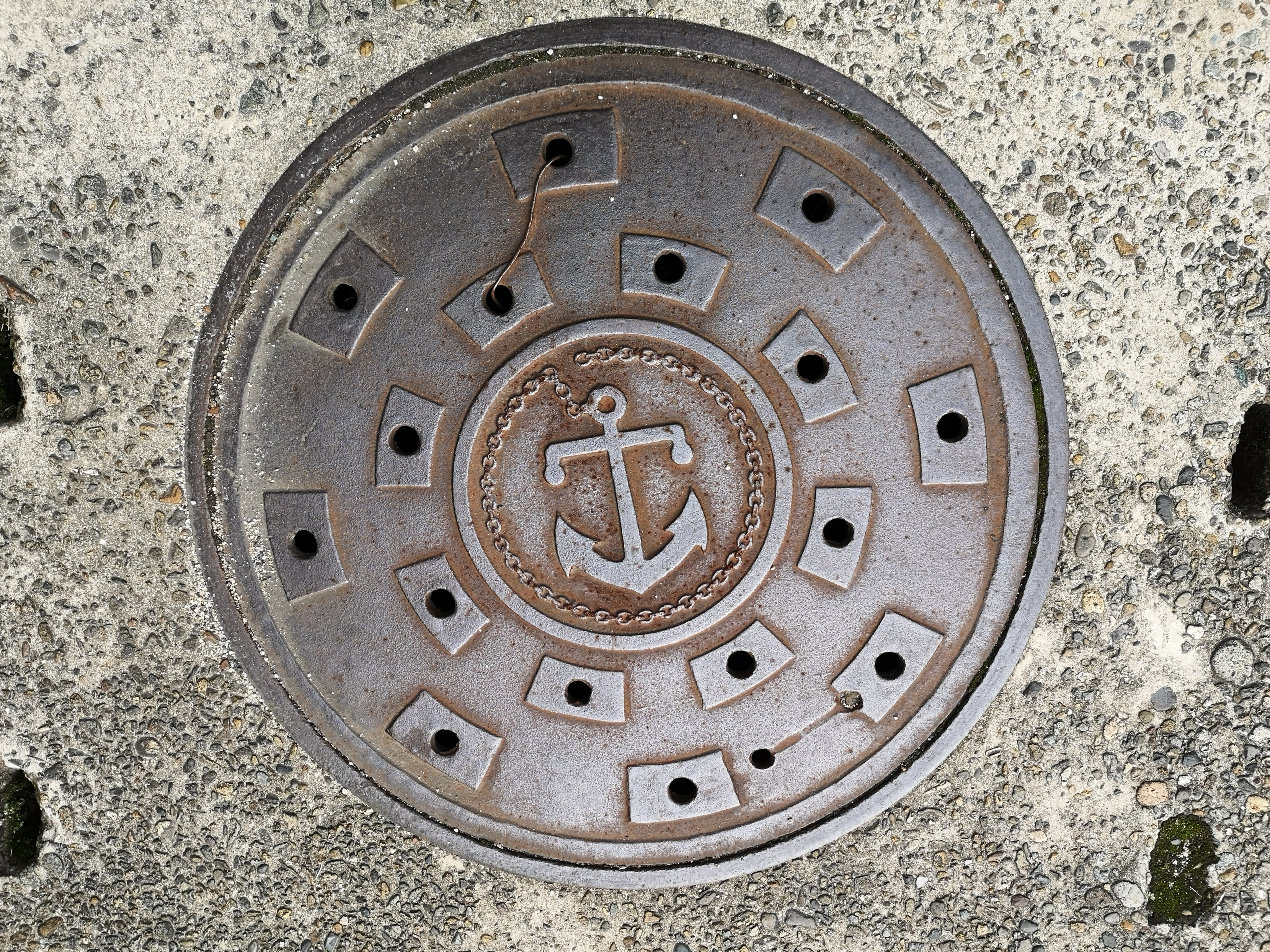
現役で残るマンホール
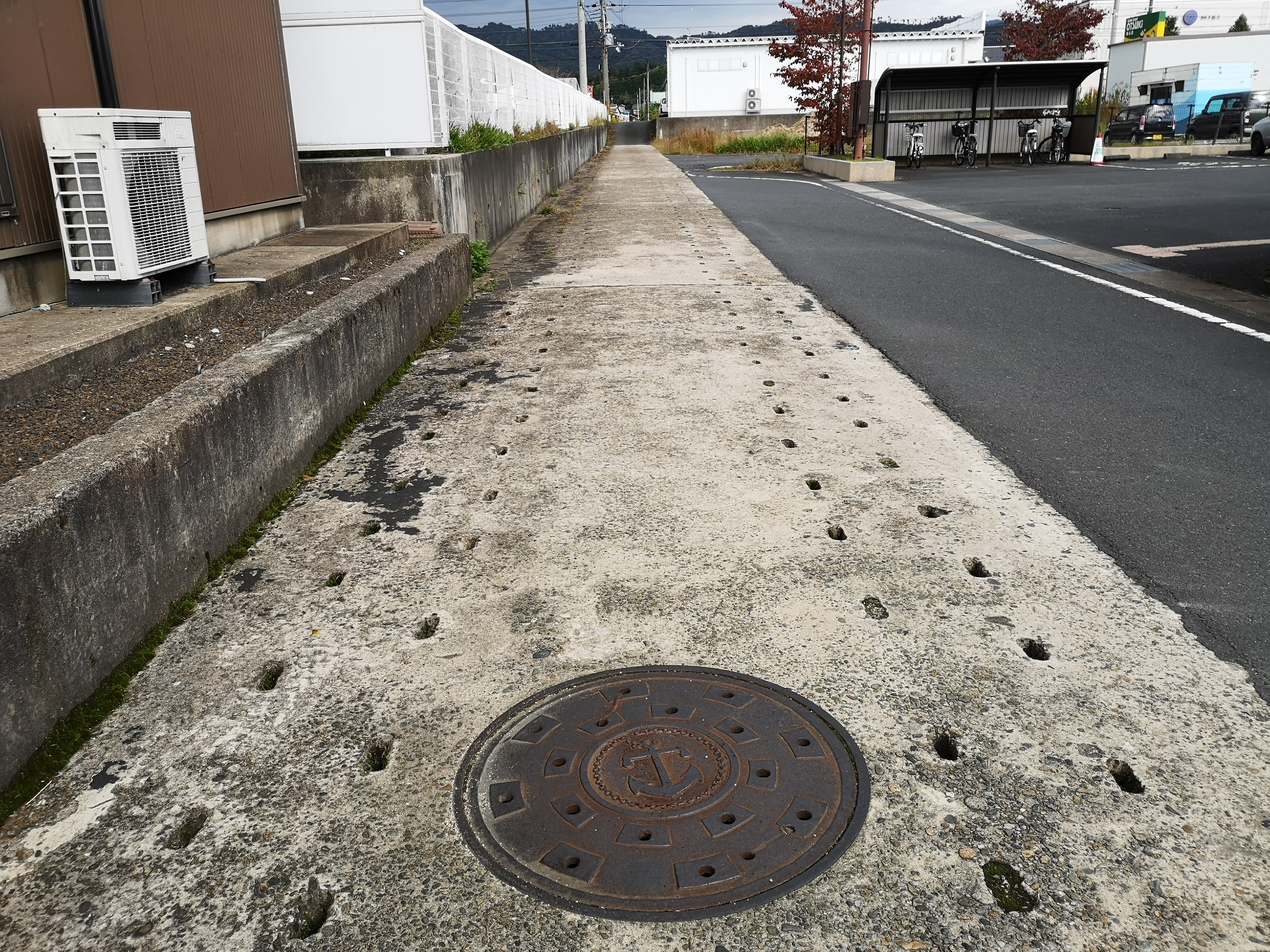
排水路（暗渠）

### 第4格納庫

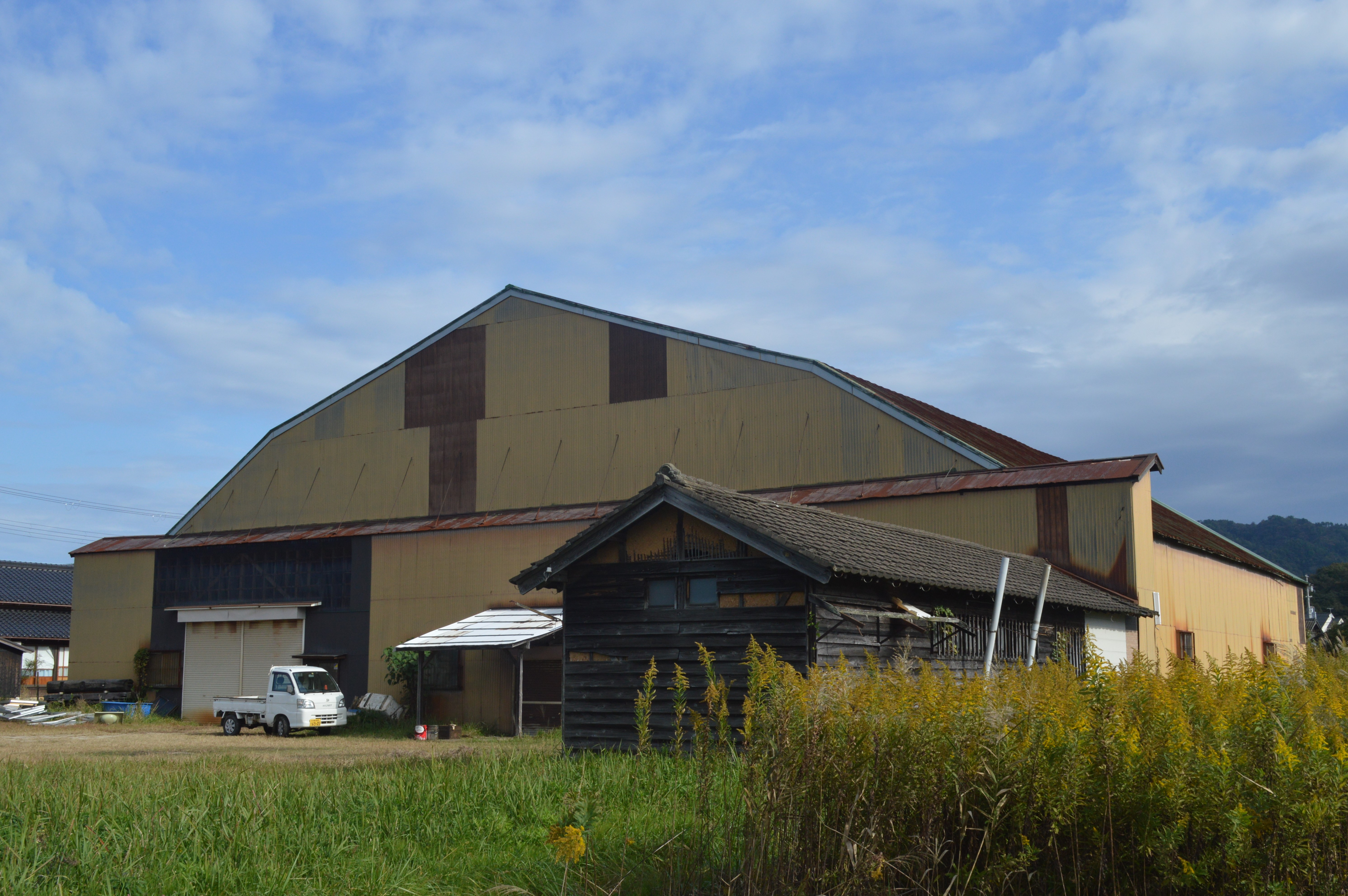
第4格納庫

河辺飛行場には格納庫が4棟あったが、2021年（令和3年）時点で現存するのは木造の一番大きな第4格納庫だけである。4棟のうちの一番北側にあったもので、終戦後には吉村機業株式会社の保税工場新町工場に転用され、1980年代後半まで丹後ちりめんの工場として活用されていたが、2021年（令和3年）時点では丹後織物工業組合の倉庫として使われている。
第4格納庫は幅約30メートル、奥行約31.5メートルの規模であり、ほぼ正方形の平面である。もともと外壁には下見板が貼られていたが、現在は鉄板サイディングが貼られている。屋根は瓦棒葺きであり、下部と比べて上部の勾配が緩い腰折れ屋根である。もともと正面の扉は全開できたとされるが、現在は鉄板サイディングが貼られており、小さな入口と窓があるのみである。かつての内部は一室の広大な空間であり、新興木構造と呼ばれるトラス架構による小屋組が特徴である。
2021年には現存していないが、近年までコンクリートの基礎が見られ、南側の2棟の間には高いアンテナをもつ無線室があったとされる。
なお、失われた格納庫3棟のうち軽量鉄骨構造であった2棟は、戦禍ではなく1945年（昭和20年）冬の大雪で倒壊したという。

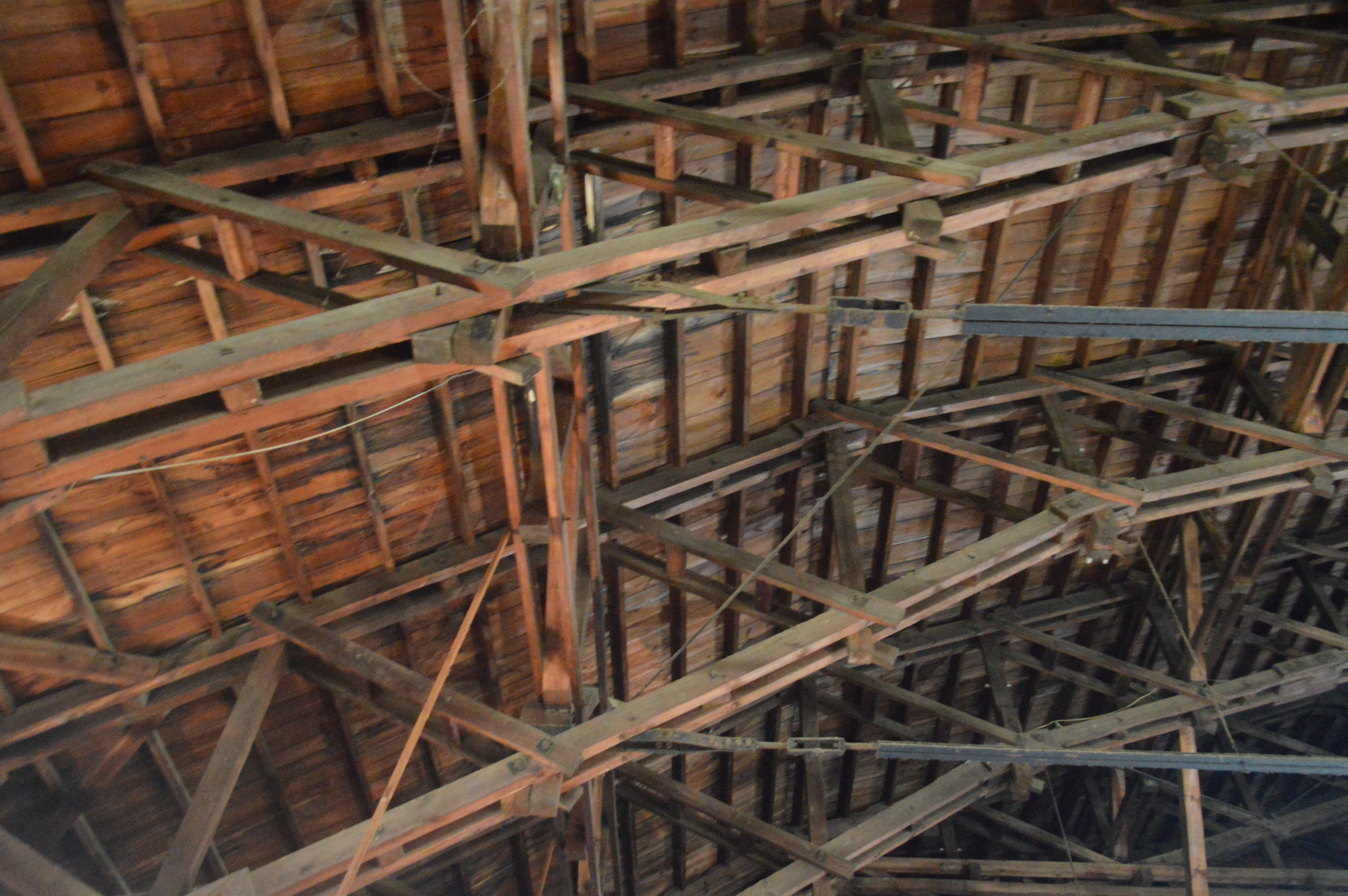
第4格納庫の小屋組

## 峯空園

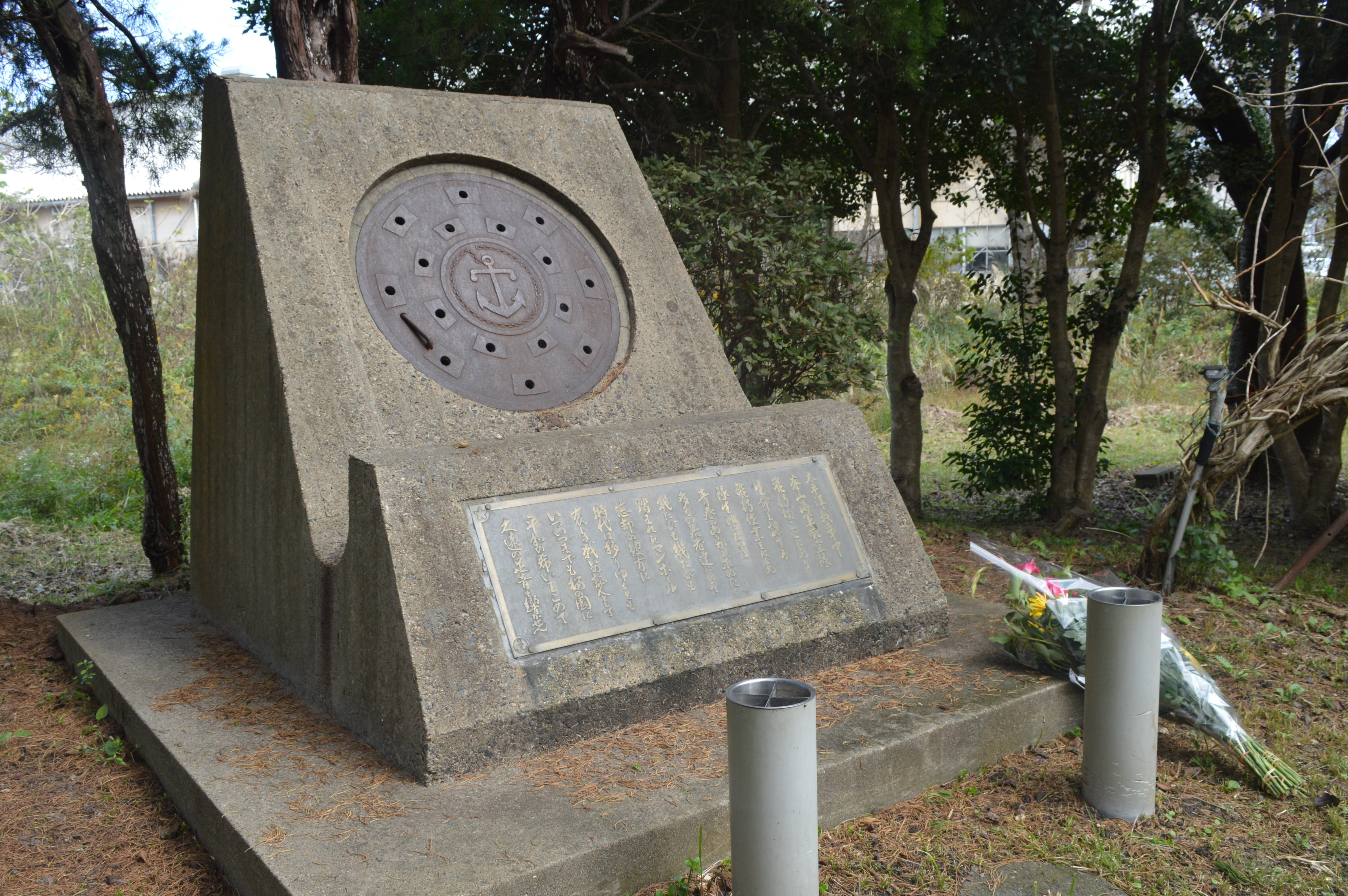
峯空園にある峰山海軍航空隊記念塔（峯空会記念碑）

1973年（昭和48年）春、かつて峯山海軍航空隊で苦楽を共にした戦友達が28年振りの再会と互いの無事を喜びあい、記念すべきものを残そうではないかという意見が持ち上がった。跡地にある丹後織物工業組合中央加工場と連絡を取り、その一画に記念の公園を作ることになった。元隊員達から募金を集め、1977年（昭和52年）に中央加工場の西側に公園を造成し、「峯空園」と名付けた。同年4月17日には地元住民のほか大宮町長や各地区役員らも参列し、公園完成の記念式典が開催され、かつての隊員による軽飛行機2機からの花束投下や自衛隊音楽隊による演奏が披露された。記念碑には当時河辺飛行場にあったマンホールの蓋と、以下の文を刻んだ銘板がはめこまれた。
峯空園には、約130本のソメイヨシノが植えられており、満開時には「桜まつり」が開かれている。